# Cierń

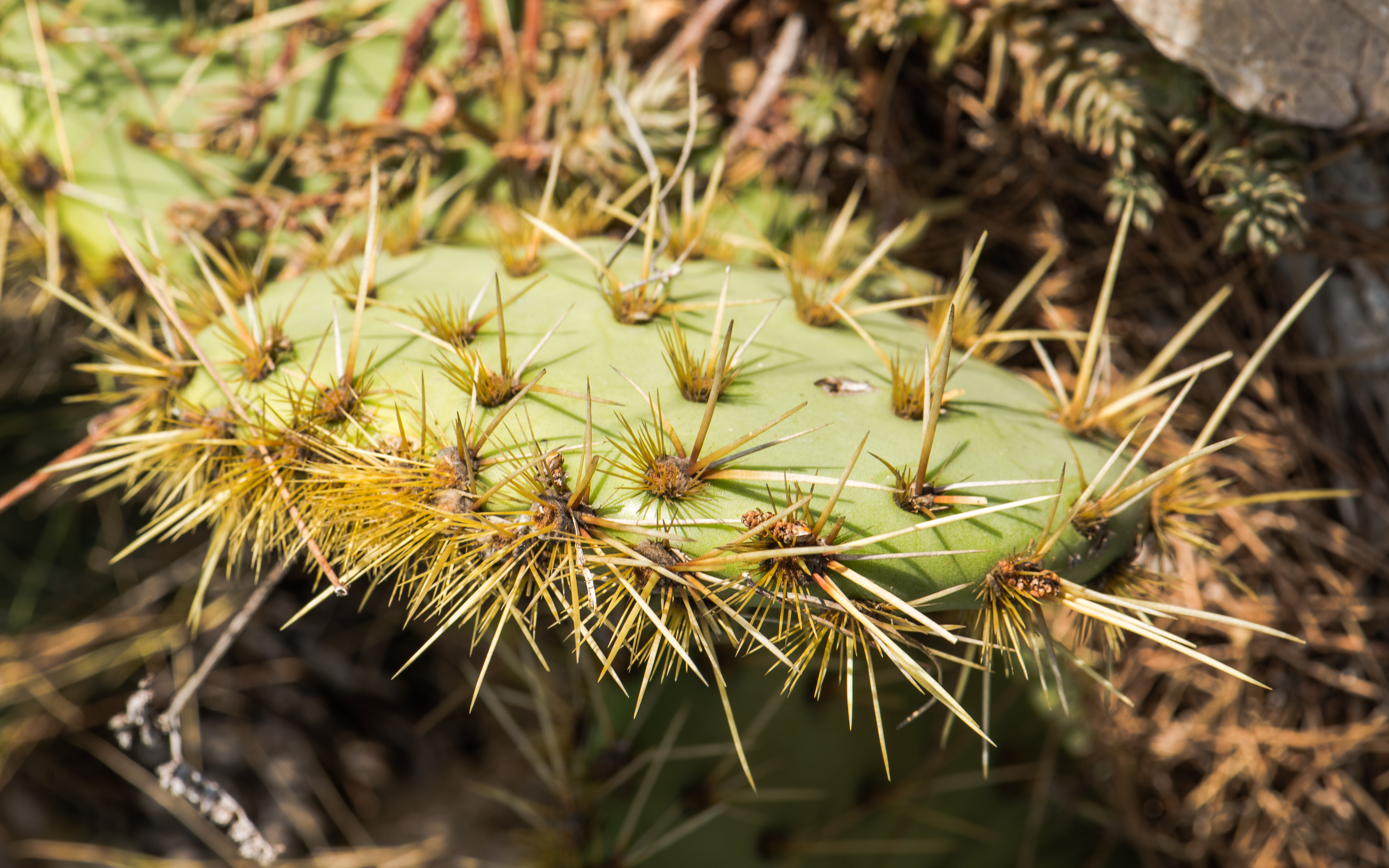
Ciernie opuncji

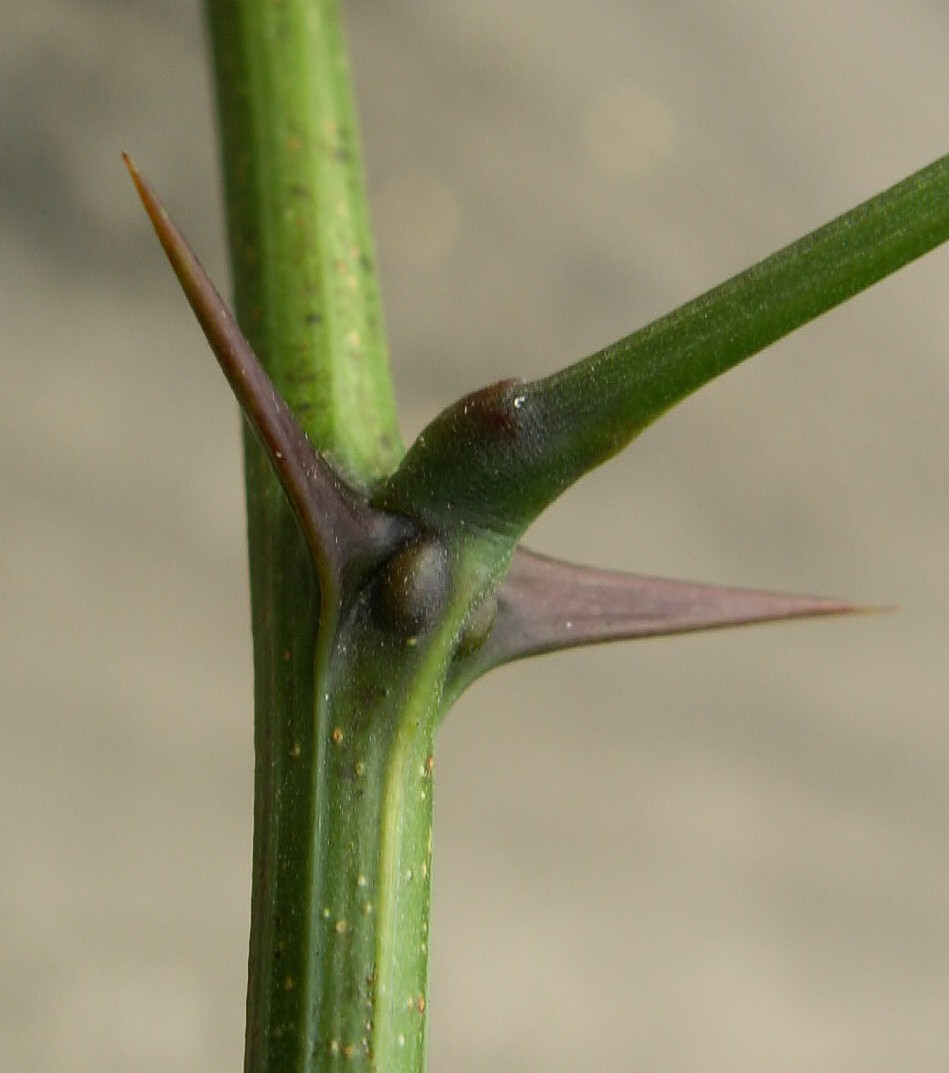
Ciernie robinii

Ciernie (ang. thorn, spine, łac. spina) – ostro zakończone wyrostki roślinne o szydłowatym kształcie będące przekształconymi liśćmi (ciernie pochodzenia liściowego na przykład u berberysu i kaktusów), pędami bocznymi (na przykład u tarniny i grochodrzewu) lub przylistkami (na przykład u niektórych wilczomleczowatych). U niektórych palm powstają również ciernie pochodzenia korzeniowego.
Ciernie są charakterystyczne dla kserofitów (roślin zasiedlających typowo suche biotopy, jak pustynie, busz i stepy), ale są spotykane i w strefie klimatów umiarkowanych. Stanowią przystosowanie zmniejszające powierzchnię transpiracyjną rośliny, a także chronią ją przed zjedzeniem przez zwierzęta roślinożerne.
W odróżnieniu od kolców, ciernie mają własną wiązkę przewodzącą, która łączy je z częścią rośliny, na której występują. Morfologicznie ciernie są także wzmocnione tkanką podskórną, na przykład drewnem, co utrudnia ich złamanie, w przeciwieństwie do kolców, na przykład róży.